# Luis Ernesto Castro
Luis Ernesto Castro Sánchez (Montevideo, Uruguay, 31 de julio de 1921 — 16 de diciembre de 2002) fue un futbolista uruguayo, que jugaba como delantero, más precisamente como puntero derecho en el antiguo esquema táctico 2-3-5 de los años 40 y 50.
Formó parte, junto con otros grandes jugadores, del equipo del Club Nacional de Football de la década del 1940 que ganó el Quinquenio de Oro y estableció récords de rachas y goleadas frente a su clásico rival.

## Selección nacional
Fue internacional con la Selección de fútbol de Uruguay en 19 ocasiones, marcando 4 goles.

### Participaciones en Copas del Mundo
| Mundial           | Sede  | Resultado | PJ | Goles |
| ----------------- | ----- | --------- | -- | ----- |
| Copa Mundial 1954 | Suiza | 4º puesto | 0  | 0     |

### Participaciones en Copa América
| Copa              | Sede    | Resultado | PJ | Goles |
| ----------------- | ------- | --------- | -- | ----- |
| Copa América 1942 | Uruguay | Campeón   | 6  | 3     |
| Copa América 1945 | Chile   | 4° puesto | 5  | 0     |

## Clubes
| Club        | País      | Año       |
| ----------- | --------- | --------- |
| Nacional    | Uruguay   | 1939—1950 |
| River Plate | Argentina | 1950      |
| Defensor    | Uruguay   | 1950—1954 |

## Palmarés

### Campeonatos nacionales
| Título                  | Club     | País    | Año  |
| ----------------------- | -------- | ------- | ---- |
| Campeonato Uruguayo (1) | Nacional | Uruguay | 1939 |
| Campeonato Uruguayo (2) | Nacional | Uruguay | 1940 |
| Campeonato Uruguayo (3) | Nacional | Uruguay | 1941 |
| Campeonato Uruguayo (4) | Nacional | Uruguay | 1942 |
| Campeonato Uruguayo (5) | Nacional | Uruguay | 1943 |
| Campeonato Uruguayo (6) | Nacional | Uruguay | 1946 |
| Campeonato Uruguayo (7) | Nacional | Uruguay | 1947 |

### Copas internacionales
| Título         | Club               | País               | Año  |
| -------------- | ------------------ | ------------------ | ---- |
| Copa Aldao (1) | Nacional           | Uruguay            | 1940 |
| Copa América   | Selección uruguaya | Selección uruguaya | 1942 |
| Copa Aldao (2) | Nacional           | Uruguay            | 1946 |